# Actaea simplex
Genre
Classification APG III (2009)
Actaea simplex (Syn. Cimicifuga simplex (DC.) Wormsk. ex Turcz.), ou cierge d'argent, est une espèce de plantes à fleurs du genre Actaea appartenant à la famille des Ranunculaceae originaire du Japon (Hokkaido,  Kyūshū), d'une partie orientale de la Mongolie et de l'Extrême-Orient russe, de Sakhaline aux îles Kouriles et de Sibérie orientale au Kamtchatka.

## Description

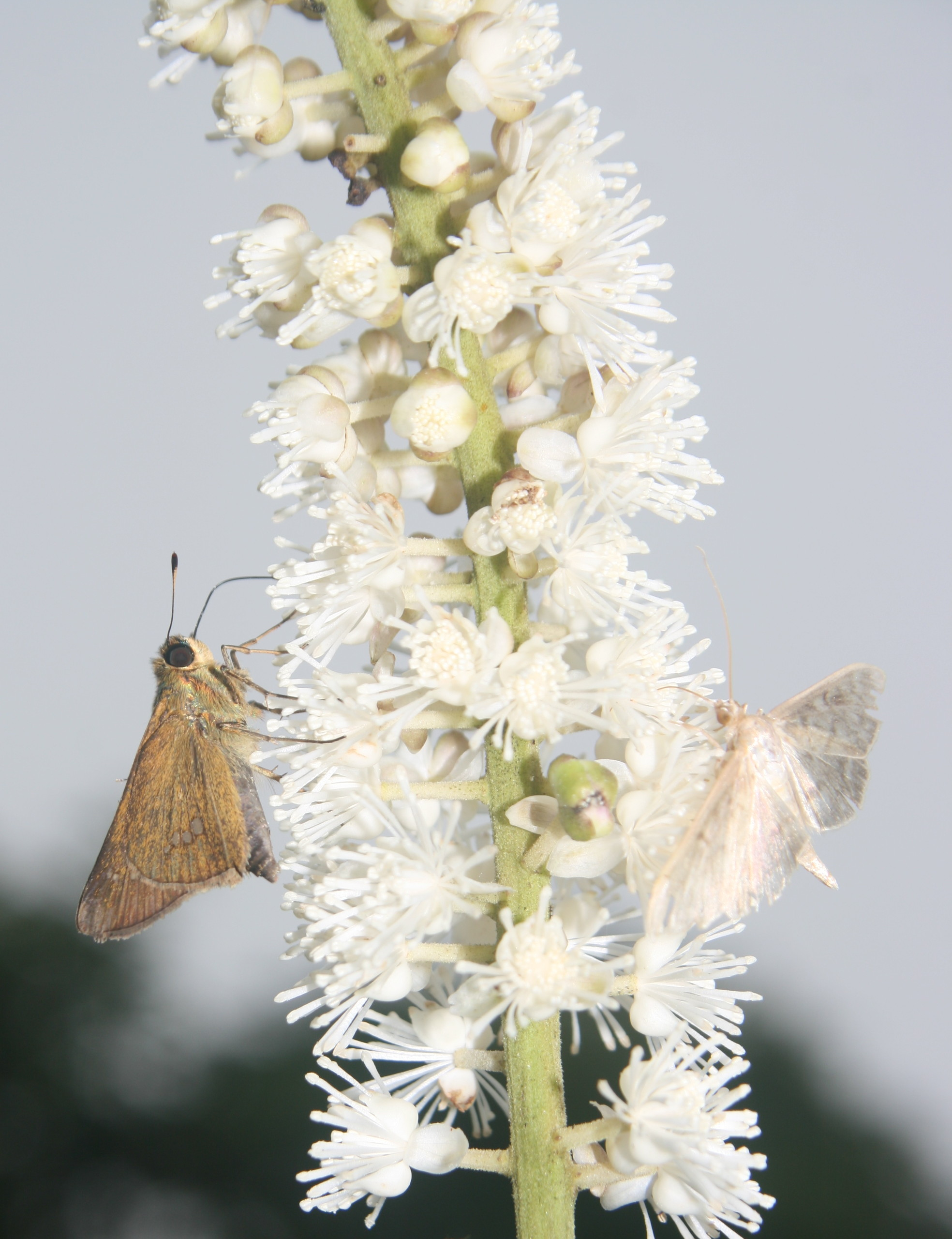
Inflorescence

Cette plante vivace à petites fleurs blanches étoilées et parfumées est la plus tardive de son genre à fleurir, en automne. C'est aussi la moins élevée, puisqu'elle atteint environ de 1,2 m à 1,5 m. Ses inflorescences sont placées en épis souples formant des hampes au-dessus d'une longue tige glabre et légèrement arquée. Ses feuilles caduques sont brillantes et divisées.

## Habitat
Actaea simplex pousse dans des clairières ombragées.

## Culture
Actaea simplex apprécie l'ombre et les sols humides non calcaires. Elle est rustique.